# فرانسیس هورویچ

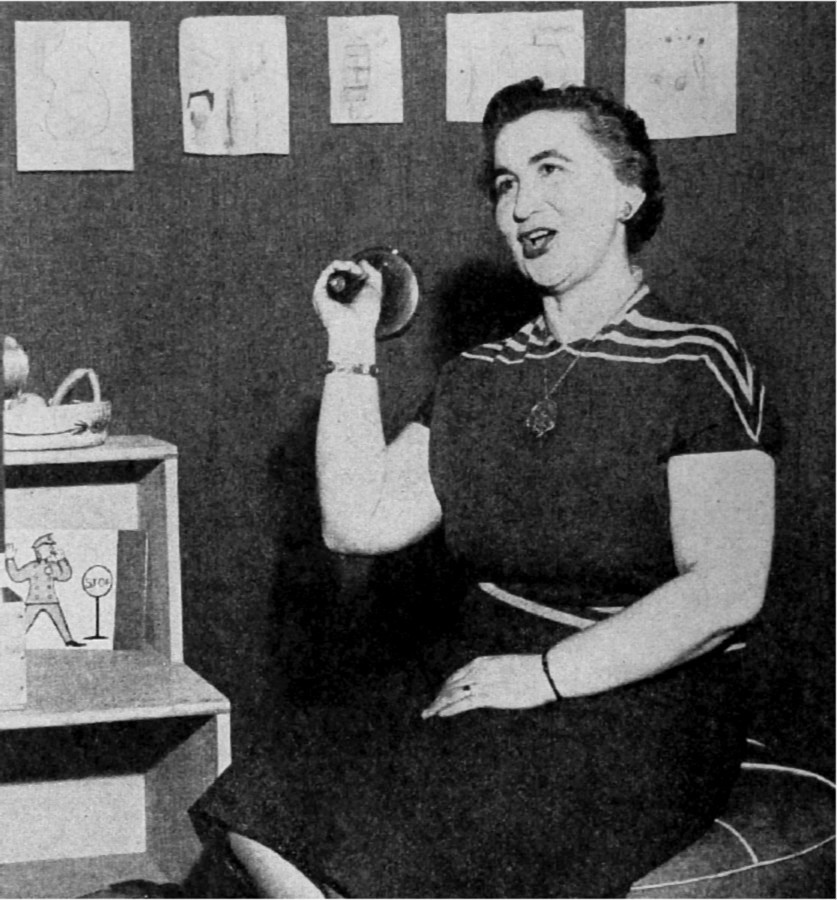

فرانسیس راپاپورت هورویچ (متولد فرانسیس راپاپورت، ۱۶ ژوئیه ۱۹۰۷–۲۲ ژوئیه، ۲۰۰۱) یک معلم، شخصیت تلویزیونی و مدیر تلویزیون آمریکایی بود. او مجری برنامه تلویزیونی کودکان مدرسه دینگ دونگ بود که در دهه ۱۹۵۰ صبح‌های هفته در شبکه NBC دیده می‌شد و بین سال‌های ۱۹۵۹ و ۱۹۶۵ به صورت سندیکایی ملی پخش می‌شد.
هورویچ در ۱۶ ژوئیه ۱۹۰۷ در اتاوا، اوهایو به دنیا آمد. او دختر ساموئل و رزا گراتز راپاپورت بود.  پدرش از اتریش مهاجرت کرده بود و یک فروشگاه عمومی در شهر داشت. مادرش از روسیه مهاجرت کرده بود. او کوچک‌ترین فرزند آنها بود. مادرش انواع سوزن دوزی و کاردستی را به فرزندانش آموزش می‌داد. پدرش به فرزندانش یاد داد که چگونه با مردم ارتباط برقرار کنند و به هر یک از آنها فرصتی داد تا در پیشخوان فروشگاه کار کنند. دو برادرش متخصص اطفال و دو خواهرش نیز وارد حوزه بهداشت و درمان شدند. او در اتاوا به گرامر و دبیرستان رفت. هورویچ با شوهرش، هاروی، وکیل دادگستری، زمانی که هر دو معلم مدرسه مذهبی معبد KAM شیکاگو بودند، ملاقات کرد. این دو در ۱۱ ژوئیه ۱۹۳۱ ازدواج کردند.  این زوج فرزندی نداشتند.